# Spea multiplicata
A Spea multiplicata a kétéltűek (Amphibia) osztályának békák (Anura) rendjébe és a lapátlábúbéka-félék (Scaphiopodidae) családjába, azon belül a Spea nembe tartozó faj.

## Taxonómiai helyzete
A fajt egykor a Spea hammondii alfajaként tartották számon, de jellegzetes morfológiai tulajdonságai miatt a kutatók önálló fajjá minősítették át. A faj a Spea bombifrons fajjal is hibridizálódik azokon a területeken, ahol elterjedési területük átfedésben van, ami megnehezíti a fajok egymástól való megkülönböztetését.

## Előfordulása
A Spea multiplicata az Amerikai Egyesült Államokban, Utah állam délkeleti, Colorado déli, Oklahoma nyugati részén, Arizonán, Új-Mexikón és Texason át délre, a Mexikói-fennsík déli pereméig, a mexikói Nayarit, Guerrero, Oaxaca, Hidalgo és Tlaxcala államokban, a tengerszint felett 2743 m magasságig honos.

## Megjelenése
A Spea multiplicata egy kis termetű, kerekded alakú béka. A szemei között nincs szemgödör, és a szemhéjak szélesebbek, mint a köztük lévő tér. A hát színe egyenletesen barna vagy sötétszürke, a háton elszórtan apró sötét pettyekkel vagy foltokkal és vörös csúcsú bőrgumókkal, hátán nincsenek csíkok. Mindkét hátsó lábon egy-egy rövid, ék alakú ásó található. Az írisz enyhén tarka és halvány rézszínűnek tűnik. A hímek hangszálai sötét, erősen pigmentált területként jelennek meg a torkon.

## Életmódja
A faj nagyrészt éjszakai és rejtőzködő életmódot folytat, a nyári esős évszakban a felszíni tárgyak alá rejtőzve is megtalálható. Általában földalatti üregekben él, amelyeket a hátsó lábával ás a puha földbe.. A hátsó lábak keratinizálódott, éles szélű ásókkal vannak ellátva. Éjszaka gyakran látni az utakon, szaporodóhelyeket vagy zsákmányt keresve. Ha zaklatják, dohos bőrméreganyagot váladékozhat ki. A toxin nyers mogyorószagú, és irritálhatja a szem és az orr érzékeny nyálkahártyáját.
A Spea multiplicata szaporodása szorosan kapcsolódik a nyári monszun esőzésekhez, amelyek hatására ideiglenes tavak alakulnak ki, és az alacsonyan fekvő területeken hirtelen tómedencék keletkeznek. Az esőzés vagy a mennydörgés alacsony frekvenciájú hangja és rezgése a költés elsődleges kiváltó oka. A párzási időszak átlagos időtartama mindössze 1,6 nap. A hímek általában a víz felszínén lebegve hívogatják a nőstényeket. A petéket a hím amplexus során termékenyíti meg. A petecsomók mérete a szaporodó csoportokon belül nagymértékben változik, de egy kifejlett nőstény átlagosan körülbelül 1070 petét rak. A peték hengeres alakú tömegben rakódnak le, amelyek a víz alatti vízi növényzethez vagy törmelékhez kapcsolódnak. A peték 42-48 óra alatt kelnek ki. Az ebihalak körülbelül három hét alatt alakulnak át.
A Spea multiplicata főként ízeltlábúakat fogyaszt, táplálékát elsősorban a talajlakó fajok alkotják. Teljes táplálékuk több mint 90%-át a bogarak, egyenesszárnyúak, hangyák, pókok és termeszek teszik ki, nemenként vagy évszakonként nincsenek jelentős különbségek a táplálkozásban. A jól ismert kémiai védekezéssel rendelkező ízeltlábúakat, mint például a hólyaghúzófélék, egyes hangyafajok, bűzbogarak és ezerlábúak, általában elkerüli, de alkalmanként százlábúakkal és skorpiókkal is táplálkozik. Tanulmányok kimutatták, hogy a faj egyedeinek akár hét táplálkozásra is szüksége lehet, mielőtt felhalmozza a 12 hónapos túléléshez szükséges zsírtartalékokat.

## Természetvédelmi helyzete
A vörös lista a nem fenyegetett fajok között tartja nyilván. Populációja stabil, nem fragmentált. A faj számára a mezőgazdaság és a lkaott területek jelentenek veszélyt. 